# Генерал-лейтенант танковых войск
Генерал-лейтенант танковых войск (Генерал-лейтенант ТВ — воинское звание для командного состава автобронетанковых, с конца 1942 года, бронетанковых и механизированных войск РККА и танковых войск Советской Армии Вооружённых Сил СССР.
Звание было введено 07.05.1940 указом Президиума Верховного Совета СССР «Об установлении воинских званий высшего командного состава Красной Армии», в связи с увеличением количественного состава автобронетанковых формирований в ВС СССР.
На 22 июня 1941 года было два генерал-лейтенанта танковых войск:
- Терёхин, Макар Фомич, командующий 2-й Краснознамённой армией;
- Федоренко, Яков Николаевич, начальник ГАБТУ РККА.

Должностная категория для командиров механизированного корпуса, танкового корпуса, начальника АБТВ армии и других должностей в вышестоящих органах управления автобронетанковых, с конца 1942 года бронетанковых и механизированных войск → танковых войск.
Указом Президиума Верховного Совета СССР от 26.04.1984 из воинских званий генералов родов войск (артиллерии, танковых войск, инженерных войск, войск связи и технических войск) исключалось наименование рода войск — таким образом звание унифицировалось с общеармейским генерал-лейтенант.